# Фоча (община)
Община Фоча (на сръбски: Општина Фоча) е разположена в Република Сръбска, част от Босна и Херцеговина. Неин административен център е град Фоча. Общата площ на общината е 1114.06 км2. Населението ѝ през 2004 година е 25 489 души.